# Maistaller Lacke
Die Maistaller Lacke (auch Maistaller Weiler) ist ein nährstoffarmer Moorsee an einem kleinen Waldstück im Kufsteiner Stadtteil Zell. Der kleine See wurde aufgrund seiner typischen Pflanzen- und Tierwelt 1957 zum Naturdenkmal erklärt. Die Maistaller Lacke entstand durch eine schüsselförmige Senke, die durch den Inn in der letzten Eiszeit entstand, als er noch den ganzen Talboden bedeckte.

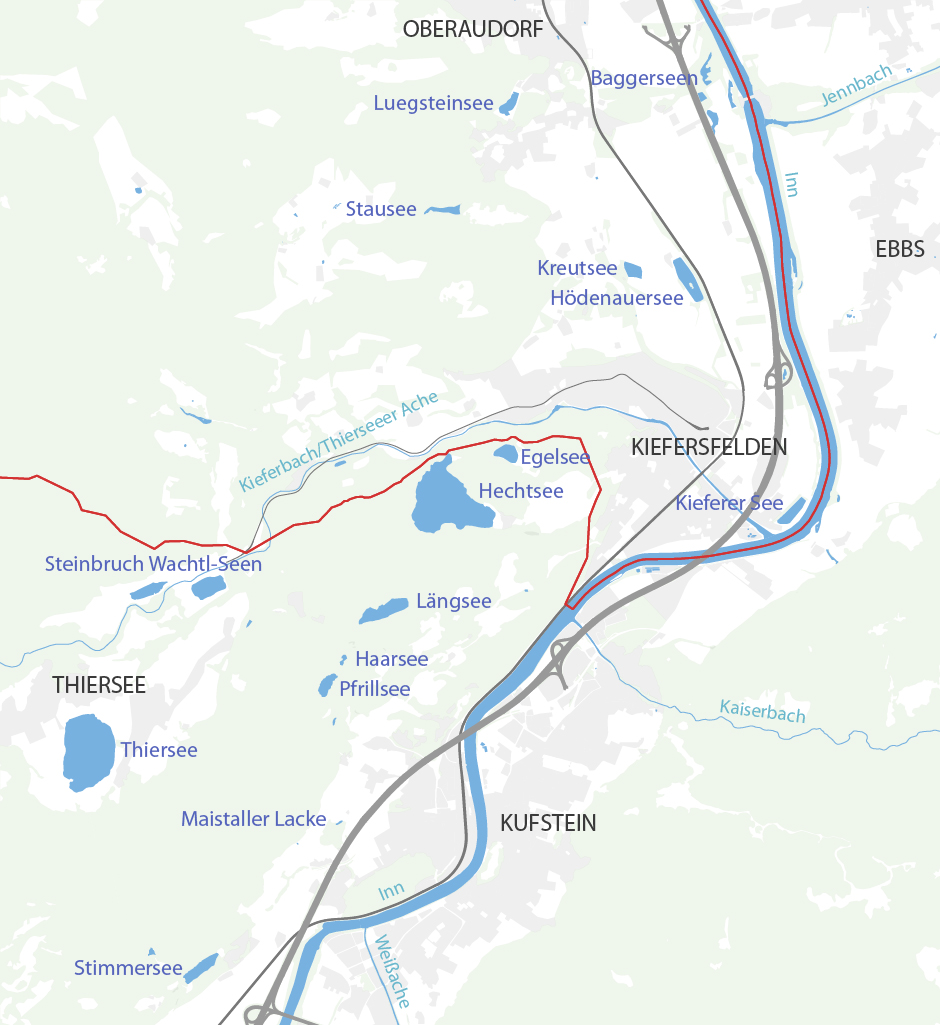
Seen um Kufstein und Kiefersfelden

Durch verschiedene Einflüsse beschleunigt droht die völlige Verlandung des Weihers. Im Winter 1989 wurde deshalb eine teilweise Sanierung des Biotops in Angriff genommen.
Auf Karten des 18. Jahrhunderts ist zu erkennen, dass es früher rund zehn weitere kleine Moorteiche gab. Bis auf die Maistaller Lacke und zwei Sümpfe sind allerdings alle verschwunden. Auch der „kleine Maistaller See“ ist vollkommen verlandet und zum Teil einem Müllplatz zum Opfer gefallen. Dieser See lag nur wenige hundert Meter neben dem heutigen Stimmersee unterhalb des Maistaller Berges.